# Crespian
Crespian ist eine französische Gemeinde mit 493 Einwohnern (Stand: 1. Januar 2022) im Département Gard in der Region Okzitanien. Sie gehört zum Arrondissement Nîmes und zum Kanton Calvisson. Die Einwohner werden Crespianais genannt.

## Geografie
Crespian liegt 21 Kilometer westnordwestlich von Nîmes. An der westlichen Gemeindegrenze verläuft das Flüsschen Courme. Umgeben wird Crespian von den Nachbargemeinden Cannes-et-Clairan im Nordwesten und Norden, Montmirat im Norden, Saint-Mamert-du-Gard im Osten, Combas im Süden sowie Vic-le-Fesq im Süden und Westen.

## Bevölkerungsentwicklung
| Jahr                       | 1962 | 1968 | 1975 | 1982 | 1990 | 1999 | 2006 | 2020 |
| -------------------------- | ---- | ---- | ---- | ---- | ---- | ---- | ---- | ---- |
| Einwohner                  | 153  | 126  | 120  | 115  | 159  | 206  | 279  | 436  |
| Quellen: Cassini und INSEE |      |      |      |      |      |      |      |      |

## Sehenswürdigkeiten
- romanische Kirche Saint-Vincent aus dem 12. Jahrhundert
- protestantische Kirche aus dem 19. Jahrhundert

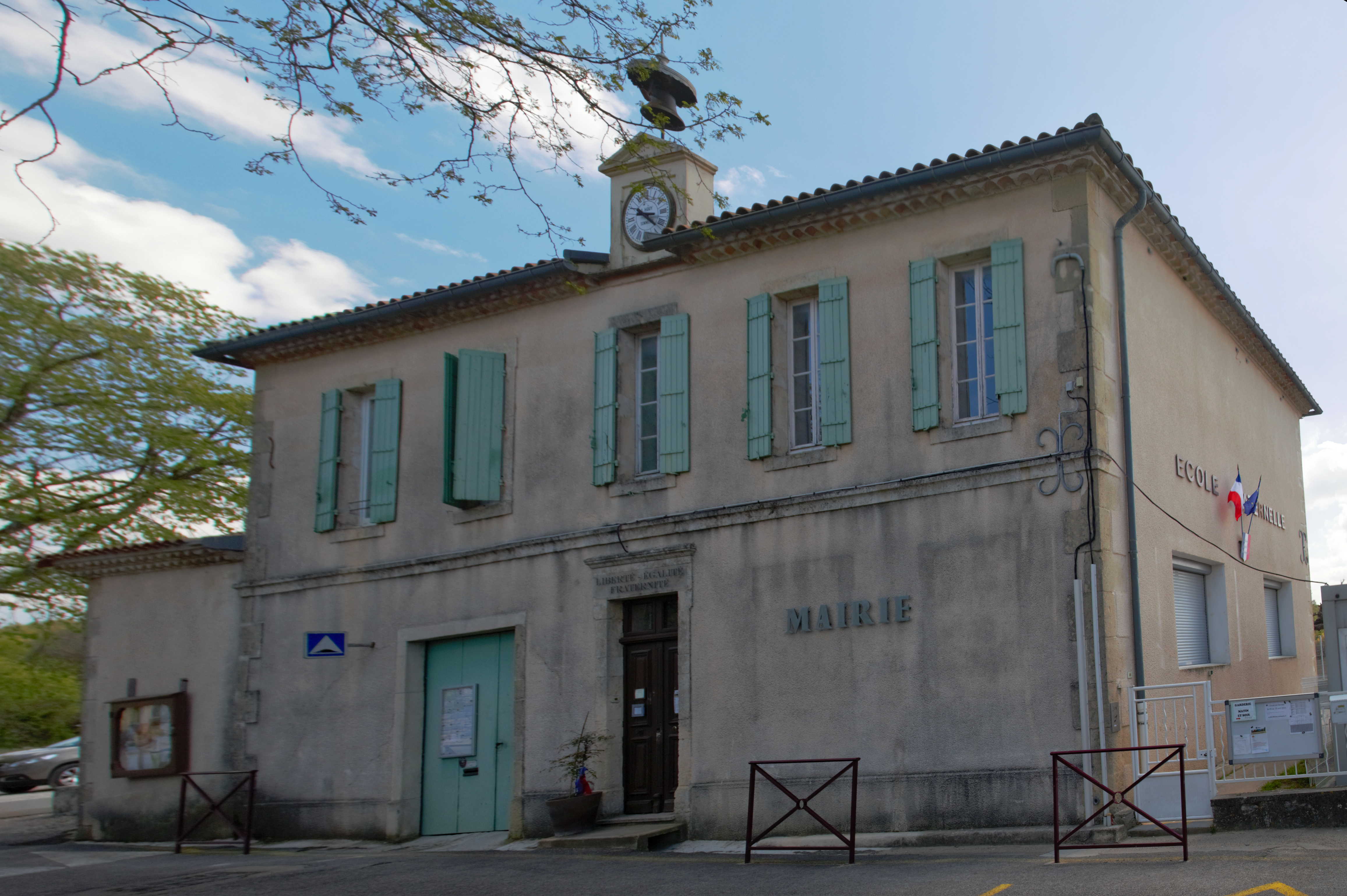
Rathaus und Grundschule
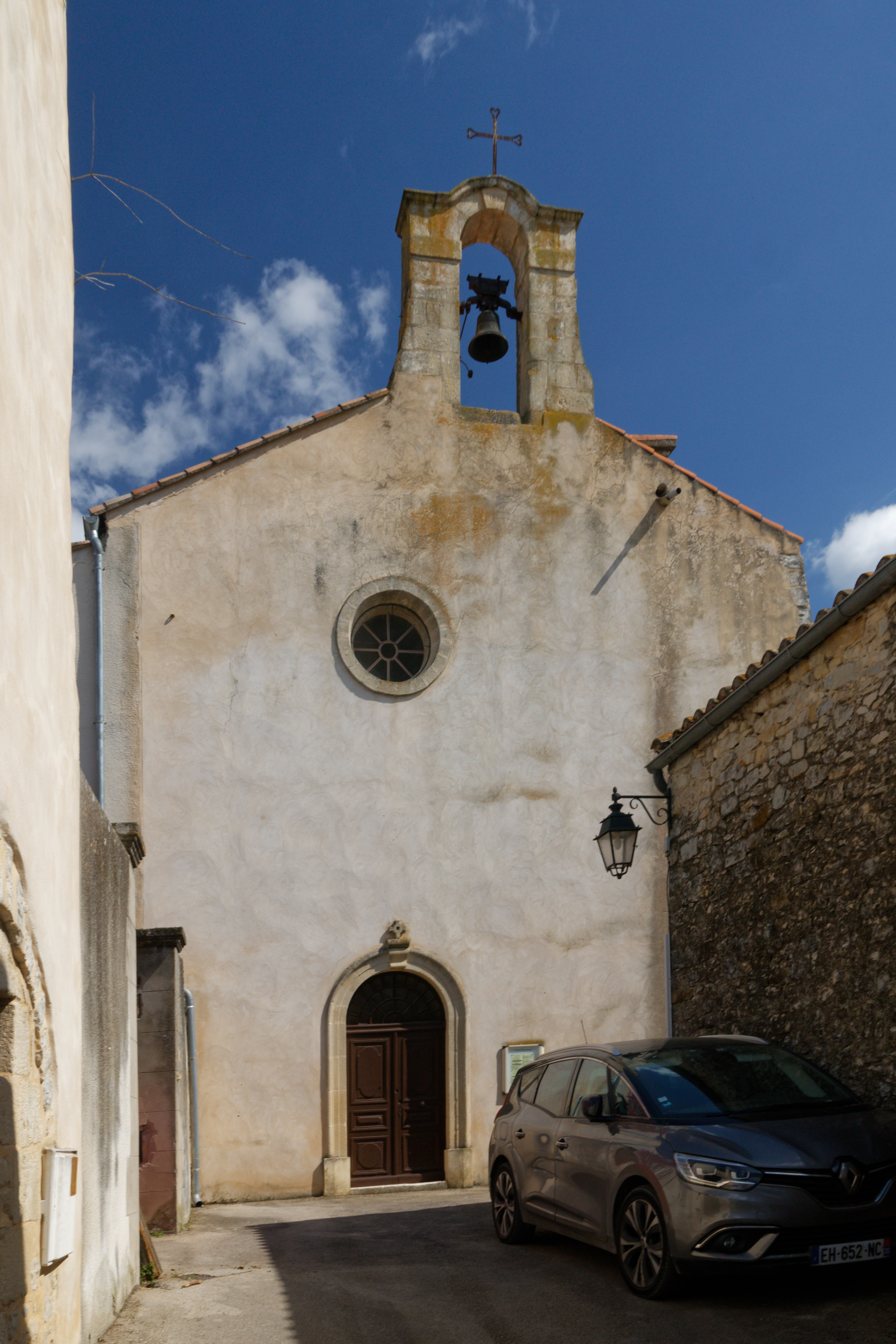
Kirche Saint-Vincent
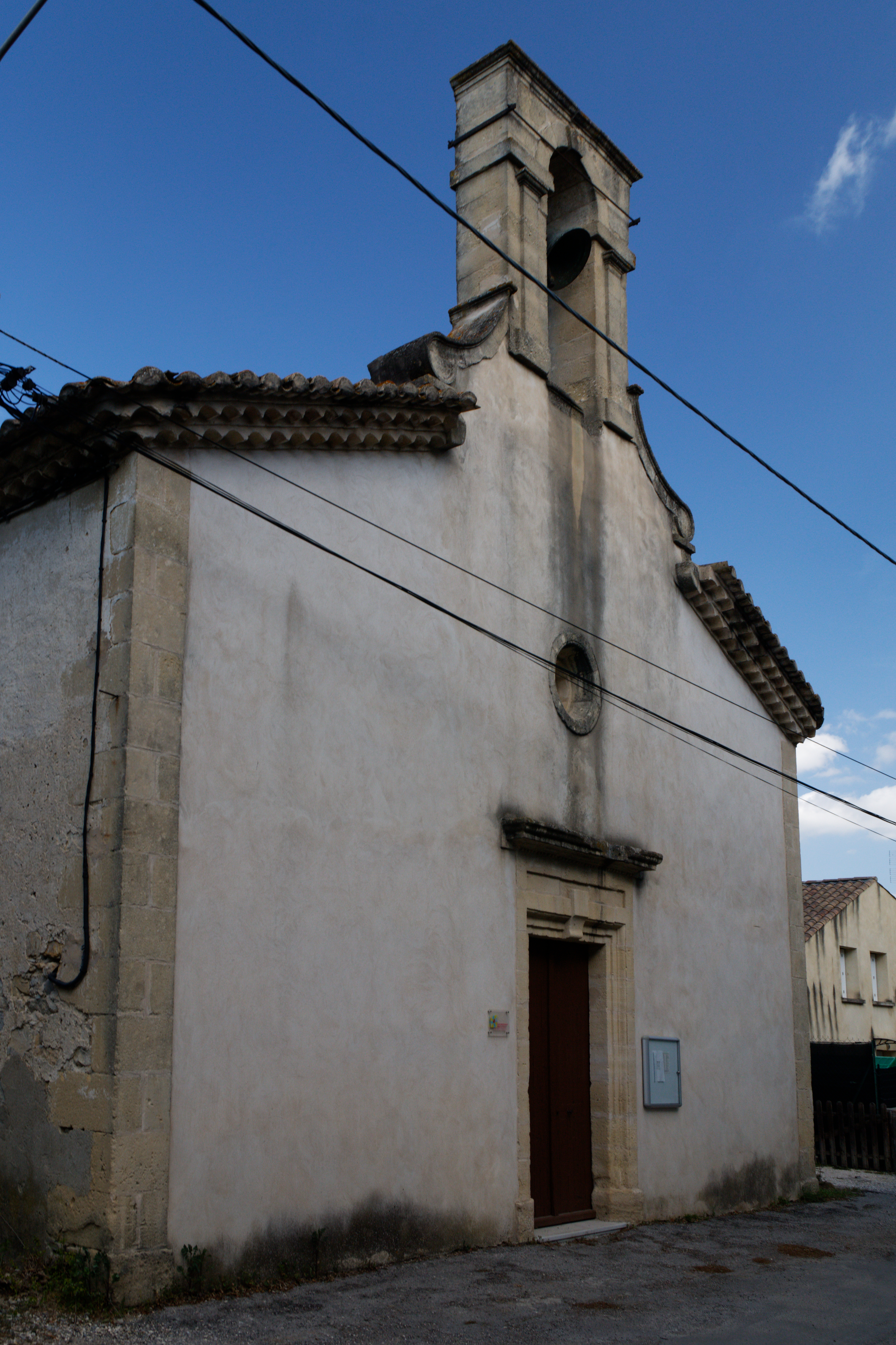
Protestantische Kirche